# إدوارد باولوس
إدوارد باولوس (بالألمانية: Eduard Paulus) (و. 1837 – 1907 م) هو عالم آثار، ومؤرخ عصور ما قبل التاريخ، ومؤلف، وكاتب ألماني، ولد في شتوتغارت، توفي في شتوتغارت، عن عمر يناهز 70 عاماً.